# 45P/Honda-Mrkos-Pajdušáková
La Cometa Honda-Mrkos-Pajdušáková, formalmente indicata 45P/Honda-Mrkos-Pajdušáková, è una cometa periodica del sistema solare, appartenente alla famiglia delle comete gioviane, la sua orbita è quindi controllata dalla forza di gravità del gigante gassoso.
La cometa è la principale sorgente dello sciame meteorico delle Alfa Capricornidi. La cometa dà origine anche ad uno sciame meteorico su Venere.

## Storia delle osservazioni

### Scoperta
La cometa fu scoperta il 3 dicembre 1948 da Minoru Honda, come un oggetto della nona magnitudine, dall'osservatorio di Kurashiki, in Giappone.

### Transiti
Nel passaggio al perielio del 2011 la cometa ha avuto un incontro ravvicinato con la Terra, il 15 agosto, quando è transitata a circa 9,5 milioni di km dal nostro pianeta, durante il passaggio fu visibile solo dall'emisfero meridionale, raggiungendo a settembre una magnitudine massima di 7,3.  
L'11 febbraio 2017 è passata a circa 13 milioni di km di distanza dal nostro pianeta, ad una velocità di circa 23 km/s, visibile dall'emisfero settentrionale. È stata la settima cometa di cui è stato possibile osservare il nucleo con un radiotelescopio.
Particolare è la colorazione verde che assume la cometa ,dovuta alla vaporizzazione del carbonio diatomico, un gas che si illumina di verde nel vicino vuoto dello spazio.